# Лука (Илијаш)
Лука је насељено мјесто у Босни и Херцеговини у општини Илијаш које административно припада Федерацији Босне и Херцеговине. Према попису становништва из 1991. у насељу је живјело 802 становника.

## Становништво
| Националност       | 1991.        | 1981.        | 1971.        |
| Срби               | 476 (59,35%) | 473 (58,03%) | 431 (58,08%) |
| Муслимани          | 296 (36,90%) | 297 (36,44%) | 290 (39,08%) |
| Хрвати             | 3 (0,37%)    | 8 (0,98%)    | 17 (2,29%)   |
| Југословени        | 23 (2,86%)   | 34 (4,17%)   | 0            |
| остали и непознато | 4 (0,49%)    | 3 (0,36%)    | 4 (0,53%)    |
| Укупно             | 802          | 815          | 742          |